# Тайны племени
«Тайны племени» (порт. Secrets of the Tribe) — документальный фильм режиссера Жозе Падилья, премьера которого состоялась на Кинофестивале в Сандэнсе, где он был номинирован на премию Большого жюри.

## Содержание
Утверждение о фильме, впервые выявленные в книге «Darkness in El Dorado», написанной Патриком Тирни, что антропологи, изучающие индейцев в 1960-х и 70-х годах занимались причудливыми и неуместными взаимодействиями с племенем, включая сексуальные и медицинские нарушения. Ученые обвиняются в этом фильме, среди прочих людей.
В нём представлены интервью с Яномами, а также с учеными, которые изучали их. Один из антропологов, показанные в фильме, сказали, что фильм показал «социальную ответственность, связанную с работой с людьми, особенно уникальную уязвимость коренных народов, и легкость, с которой такие обязанности могут быть и были проигнорированы, отброшены или подвергнуться насилию».

## Почтовый выпуск
Алиса Дрегер, историк медицины и науки, и посторонний к дебатам, заключила в своей рецензии, что большинство заявлений Тирни (фильм основано на утверждениях, первоначально сделанных Тирни) были «необоснованными и сенсационными» в сборах.
Подробное исследование этих сборов группой, созданной Мичиганским университетом, показало, что самые серьёзные обвинения не имеют основания, а другие были преувеличены. Почти все длительные утверждения, высказанные в «Darkness in El Dorado», были публично отвергнуты в Мичиганском университете в ноябре 2000 года.
Спонсор и Тернер, два ученых, которые изначально рекламировали требования книги, признали, что их обвинение против Нила «остается выводом в нынешнем состоянии наших знаний: Курящее оружие отсутствует в форме письменного текста или записанной речи Ниль».
Американская антропологическая ассоциация с тех пор отменила свою поддержку книги и признала мошенничество и ненадлежащее и неэтичное поведение Тирни. Ассоциация признала, что «в ходе своего расследования, в своих публикациях, в местах проведения своих национальных собраний и на своем веб-сайте [он] допускал культуру обвинения и позволял размещать на своем веб-сайте серьезные, но неоплаченные обвинения и выражал в своем информационном бюллетене и ежегодных собраниях», и что его «Отчёт повредил репутации своих целей, отвлечение общественного внимания от реальных источников трагедии Яномми и ошибочно предложил, чтобы антропологи несли ответственность за страдания Яномами».
Стивен Брумер указывает, что «Тирни написал полемическую, ненаучную книгу, в которой был скандал. Фильм Падильхи более беспристрастный, без сомнения, потому что он включает в себя этот скандал как предмет, позволяющий Шангону возможность защищаться».